# Innocenti presenze
Innocenti presenze è un film del 2006 per la regia di Harry Basil.

## Trama
Melanie, dopo un riabilitazione durata mesi, torna a vivere dai suoi genitori e dalla sorella, i quali si sono appena trasferiti in una nuova cittadina, Emerald. Viene subito a conoscenza di una storia: nel 1957, nella stazione di Emerald, le sbarre si alzarono malgrado stesse passando un treno. Un autobus, con al di sopra una classe delle elementari che ritorna a casa da una gita, venne così investito dal treno, provocando la morte di tutti i passeggeri. Circola ancora una leggenda riguardo a quel luogo: se parcheggi la macchina sulle rotaie, essa improvvisamente si muove oltre le sbarre e si dice che venga spinta dagli spiriti dei bambini morti quella notte che vogliono portare al sicuro i veicoli. Melanie, dopo un esperimento fatto con i suoi amici, pensa che sia una leggenda stupida e priva di senso ma, quando inizia a vedere un'inquietante bambina alla stazione, si ritrova subito coinvolta in un mistero molto più grande di quanto mai aspettasse...

## Distribuzione

### Stati Uniti d'America
Negli Stati Uniti d'America il film è uscito direttamente nel circuito Home Video nel 2006 distribuito dalla Image Entertainment.

### Italia
In Italia il film è uscito direttamente nel circuito Home Video nel 2009 per un ritardo di 3 anni ed è stato distribuito dalla Moviemax.

## Luoghi delle riprese
- Emerald, in Texas
- Oklahoma
- Emerald High School
- Oklahoma City High School

## Home Video
Il DVD italiano contiene:
- Visione del film in Italiano 2.0, 5.1 e DTS e in Inglese 2.0 e sottotitoli Italiani per i non udenti
- 20 scene
- Trailer film MOVIEMAX al cinema
- Trailer film MOVIEMAX disponibili in DVD e Blu-Ray
- Crediti
- Menù interattivi

## Riconoscimenti
- Horror Film Festival
  - Miglior Film